# Monte Belinda
El monte Belinda es un volcán ubicado en la isla Jorge, la isla más grande las islas Sandwich del Sur. Se encuentra en el centro de la isla elevándose hasta los 1370 m s. n. m., siendo la mayor elevación del archipiélago. La Dirección de Sistemas de Información Geográfica de la provincia de Tierra del Fuego, Antártida e Islas del Atlántico Sur cita el monte en las coordenadas 58°25′01″S 26°21′48″O / -58.41694, -26.36333.

## Historia
Probablemente fue avistada por primera vez en la expedición británica de Cook en 1775, y explorada con precisión en 1819 por la expedición rusa de Bellingshausen. Fue nombrado en 1930 por el personal de Investigaciones Discovery a bordo del RRS Discovery II en honor a Belinda Kemp, hija de Stanley W. Kemp, Director de Investigación del Comité Discovery entre 1924 y 1936.
La isla nunca fue habitada ni ocupada, y como el resto de las Sandwich del Sur es reclamada por el Reino Unido que la hace parte del territorio británico de ultramar de las Islas Georgias del Sur y Sandwich del Sur, y por la República Argentina, que la hace parte del departamento Islas del Atlántico Sur dentro de la provincia de Tierra del Fuego, Antártida e Islas del Atlántico Sur.

## Erupción volcánica de los años 2000
Belinda estaba inactivo hasta el 2001, cuando hizo erupción. La erupción provocó grandes cantidades de lava balsática. La lava hirviendo formó un "río" de 3,5 kilómetros y 90 metros de ancho que se desplazó rápido, probablemente varios metros por segundo, y amplió la costa en el norte de la isla. El monte Belinda ha estado en estado persistente de erupción desde el 2001 hasta el 2007.
La actividad a lo largo del 2005 marcó los niveles más altos. El aumento de la actividad en el otoño austral de 2005 produjo un flujo de lava de unos 3,5 kilómetros de largo, que se extiende desde el cono de la cumbre del monte Belinda al mar. El flujo se extendió al noreste de la chimenea volcánica, y luego se desvió hacia el norte por una arista. A finales de 2007 la actividad eruptiva cesó y en 2010 la única actividad era de fumarolas dispersas y lava fría.